# Banksparen
Banksparen is een fiscaal gefacilieerde vorm van sparen in Nederland, waarbij het spaarbedrag op een geblokkeerde rekening bij een bank wordt gestort. Het spaartegoed is pas na een bepaalde tijd en voor bepaalde doelen op te nemen. Banksparen is mogelijk voor aanvulling van een pensioentekort. Dit wordt een bancaire lijfrente genoemd.
Banksparen is een algemeen gangbare term in het spraakgebruik geworden. De term wordt gebruikt voor spaar- of beleggingsproducten met fiscaalvriendelijke begeleiding bij, onder andere, banken. Die fiscaalvriendelijke begeleiding kan per categorie bankspaarproduct afwijken. Bij een lijfrenterekening/-beleggingsrecht is de storting binnen bepaalde fiscale grenzen aftrekbaar voor de heffing van inkomstenbelasting. Bij een stamrechtrekening/-beleggingsrecht is daarentegen het verkrijgen van de aanspraak, doorgaans bij ontslag, buiten de loonheffing gehouden. Bij een spaarrekening eigen woning c.q. beleggingsrecht eigen woning is onder voorwaarden en binnen bepaalde grenzen het rendement vrijgesteld van inkomstenbelastingheffing.
In Nederland is het sinds 1 januari 2013 verboden dat een financieel adviseur provisie ontvangt van de aanbieder als een klant via hem of haar een complex financieel product afneemt. De klant kan zich laten adviseren en daarvoor provisie betalen, of een bankspaarovereenkomst aangaan zonder advies (execution only). Bij de opbouwfase zijn er dan nog wel afsluitkosten, maar die zijn soms niet meer dan (eenmalig) € 15. Bij de uitkeringsfase zijn er dan soms helemaal geen kosten (dat wil zeggen, de kosten worden in het geboden rentepercentage verwerkt).

## Geschiedenis
Banksparen is per 1 januari 2008 mogelijk geworden door een initiatiefwet van Staf Depla (PvdA) en Bibi de Vries (VVD): de Wet herziening fiscale behandeling eigen woning. Het betrof banksparen voor de oude dag (nog steeds mogelijk) en voor aflossing van de eigenwoningschuld (per 1 januari 2013 zijn de belastingfaciliteiten voor het sparen voor de aflossing van de eigenwoningschuld afgeschaft voor nieuwe gevallen, en daarmee ook deze bankspaarvariant).
Bij het Belastingplan 2010 is per 1 januari 2010 de bankspaarvariant geïntroduceerd voor stamrechten voor ontslagvergoedingen (stamrechtspaarrekening; "aanspraken op periodieke uitkeringen ter vervanging van gederfd of te derven loon", LB art. 11, 1e lid, onder g; per 1 januari 2014 weer afgeschaft voor nieuwe gevallen), en voor uitvaartproducten (per 1 januari 2016 weer afgeschaft voor nieuwe gevallen).

## Voordelen
Banksparen biedt spaarders de mogelijkheid om fiscaal gunstig te sparen zonder verzekeringselement. De spaarder heeft niet altijd behoefte aan een verzekeringselement; bovendien maakt het verzekeringselement het product duurder door grotere complexiteit en meer veiligheidsmarges / risicovergoeding / adverse selectie. Bovendien zijn er bij elkaar meer aanbieders, namelijk niet alleen verzekeringsmaatschappijen maar ook banken. Er is dus meer concurrentie, wat de consument ten goede komt.
Een van de redenen om te gaan banksparen kan ook zijn dat op banken het depositogarantiestelsel van toepassing is, al is het gegarandeerde tegoed wel aan een maximum gebonden.

## Bancaire lijfrente
Zie ook Lijfrente (Nederland)
De term lijfrente wordt gebruikt hoewel er geen verzekeringselement is (dus ook geen verzekering van het langlevenrisico). Dit is historisch te verklaren: de spaarmogelijkheden zijn varianten op de al eerder bestaande fiscaal gefacilieerde lijfrenteverzekering.
Banksparen is in korte tijd enorm gestegen in populariteit. Dit is ten koste gegaan van de verzekeringsvariant.  De reden hiervoor is de negativiteit omtrent woekerpolissen die de afgelopen jaren aan het licht is gekomen en uit tal van onderzoeken bleek keer op keer dat banksparen meer opleverde dan de verzekeringsvariant. Voor het eerst sinds banksparen in 2008 werd geïntroduceerd is in november 2022 de verzekeringsvariant echter gunstiger.
Een bancaire lijfrente heeft net als een lijfrenteverzekering een opbouwfase en een afbouw- of uitkeringsfase. Tussen de op- en afbouwfase kan gewisseld worden van een lijfrenteverzekering naar een bancaire lijfrente en omgekeerd. Banken bieden speciale rekeningen aan voor de bancaire lijfrente, aparte voor de op- en afbouwfase. Sommige banken bieden maar een van de twee. Er zijn twee mogelijkheden: een lijfrentespaarrekening en een lijfrentebeleggingsrecht. Daarnaast zijn er twee varianten:
- de box-1-variant van de lijfrentespaarrekening en het lijfrentebeleggingsrecht: de betaalde inleg is fiscaal aftrekbaar in box 1 als uitgaven voor inkomensvoorzieningen, de uitkeringen zijn belast in box 1 als periodieke uitkeringen en verstrekkingen. Dit betekent niet alleen dat er inkomstenbelasting en premies volksverzekeringen over betaald moet worden, maar ook IAB (hoewel de premie niet daarvoor aftrekbaar was). De uitkering is ook in ongunstige zin van belang voor andere regelingen. Net als bij een lijfrenteverzekering bestaat ook bij een lijfrentespaarrekening en een lijfrentebeleggingsrecht het gevaar dat men door een verkeerde berekening van de aftrekruimte een storting zou kunnen doen die niet aftrekbaar is, terwijl de uiteindelijke uitkeringen wel belast zijn. Bij een beperkte afwijking biedt de beperkte saldomethode uitkomst.
- de nettolijfrente-variant (alleen voor hoge inkomens, omdat deze faciliteit samenhangt met de aftopping van de fiscale faciliëring van pensioenopbouw) van de lijfrentespaarrekening en het lijfrentebeleggingsrecht.

Er is in beide gevallen geen vermogensrendementsheffing verschuldigd over de waarde: bij de eerste omdat die valt in box 1, terwijl de tweede in principe in box 3 valt, maar daar is vrijgesteld.
De waarde van het opgebouwde kapitaal in de opbouwfase en de waarde van de nog te ontvangen uitkeringen in de uitkeringsfase tellen soms niet mee bij vermogenstoetsen (bij de WWB wel). Zie ook de vrijwillige collectieve pensioenregeling voor zelfstandigen.

### Opbouwfase
Bij een pensioentekort kan volgens dezelfde normen als bij een lijfrenteverzekering ingelegd worden. Voor de box 1-variant zie aftrekruimte, voor de nettolijfrente geldt een percentage van het bedrag waarmee de arbeidsinkomsten en belastbare uitkeringen in het jaar het bedrag van € 100.000 overtreffen, met ook weer een mogelijkheid benutting over voorgaande jaren in te halen.

### Uitkeringsfase
Het opgebouwde kapitaal wordt aangewend voor een recht op een periodieke uitkering gedurende een bepaalde periode (annuïteit); deze periode hangt niet af van het in leven zijn van de verzekerde: bij overlijden vormt het recht op de resterende uitkeringen een onderdeel van de nalatenschap.
Eisen:
- De eerste termijn wordt uitgekeerd uiterlijk in het kalenderjaar waarin de persoonlijke AOW-leeftijd plus 5 jaar wordt bereikt.
- Ingeval de eerste termijn wordt uitgekeerd vóór het kalenderjaar waarin de AOW-leeftijd wordt bereikt, bedraagt de periode tussen de eerste termijn en de laatste termijn ten minste 20 jaar, vermeerderd met het aantal jaren dat de verzekeringnemer ten tijde van het uitkeren van de eerste termijn jonger is dan zijn persoonlijke AOW-leeftijd (dus minstens tot zijn persoonlijke AOW-leeftijd plus 20 jaar).
- Ingeval de eerste termijn wordt uitgekeerd in het kalenderjaar waarin de persoonlijke AOW-leeftijd wordt bereikt of later, bedraagt de periode tussen de eerste termijn en de laatste termijn ten minste 5 jaar indien het gezamenlijke bedrag aan termijnen in een kalenderjaar niet meer beloopt dan € 21.248 (2016), en ten minste 20 jaar bedraagt indien het gezamenlijke bedrag aan termijnen in een kalenderjaar meer beloopt dan dat bedrag.

## Oude regelingen

### Aflossing eigenwoningschuld
Banksparen was mogelijk voor aflossing van een hypothecaire lening: spaarrekening eigen woning (SEW) of beleggingsrecht eigen woning (BEW).
Sinds 1 januari 2013 is dit door de Wet herziening fiscale behandeling eigen woning voor nieuwe gevallen niet meer mogelijk. Tot 2043 kunnen deze echter blijven bestaan; wie in 2012 al een bankspaarconstructie had, blijft dezelfde fiscale voordelen behouden.
Alternatieven zijn de annuïteitenhypotheek en de lineaire hypotheek.

### Stamrecht
Er was een bankspaarvariant voor stamrechten voor ontslagvergoedingen (stamrechtspaarrekening; "aanspraken op periodieke uitkeringen ter vervanging van gederfd of te derven loon", LB art. 11, 1e lid, onder g). Per 1 januari 2014 is de stamrechtvrijstelling afgeschaft voor nieuwe gevallen, en daarmee ook deze bankspaarvariant.

### Banksparen voor uitvaartkosten
Op 1 januari 2010 werd ook banksparen voor de kosten van een uitvaart mogelijk gemaakt ("geblokkeerde rekening, waarbij het tegoed uitsluitend wordt gedeblokkeerd bij overlijden"). In de praktijk bleek echter geen enkele bank dit spaarproduct aan te bieden; de Nederlandse Vereniging van Banken verwachtte dat de vraag naar deze vorm van banksparen klein zou zijn, door de geringe bedragen die belastingvrij gespaard zouden kunnen worden. Hierdoor kon de belangstelling niet gekweekt worden. Banksparen voor uitvaartkosten werd daarom per 1 januari 2016 weer afgeschaft.